# 藏体

藏体

藏体（Tibetan type）是一款漢字美術字體，由字體設計師劉漢旭設計，並以藏意漢體之名參與第三、四屆“方正獎”中文字體設計大賽，於2009年入圍方正字庫，成為一款標準化的計算機字體。
該字體將藏文的筆法運用到漢字中來。在筆畫上，其橫畫模倣藏文白體寫法，呈平行四邊形，末端有斜口設計；撇畫的筆順呈逆時針；捺畫則明顯向下延伸，模倣西藏竹筆的犀利。

## 應用
藏体的應用範圍以藏文化及中國少數民族相關領域為主。
- 在2010年玉樹地震后，《新京報》4月22日以藏體作為大標題報道北京各方對地震的反應。[5]
- 旅日藏族女歌手阿蘭·達瓦卓瑪的中文專輯《呼喚》以藏體作為封面標題名。[6]